# Kriticky ohrožený taxon
Kriticky ohrožený taxon (zkratka CR, z anglického Critically Endangered) je stupeň ohrožení podle červeného seznamu Mezinárodního svazu ochrany přírody (IUCN), který zahrnuje taxony (nejčastěji druhy), které čelí velmi vysokému riziku vyhynutí ve volné přírodě v blízké budoucnosti. Jedná se o nejvyšší stupeň ohrožení, za nímž následuje již jen taxon vyhynulý v přírodě (EW) a vyhynulý (EX). K roku 2022 IUCN vyhodnocoval 150 388 druhů hub, rostlin a živočichů, z nichž za kriticky ohrožené bylo považováno 9 251.

## Kritéria
V rámci IUCN se druh stává kriticky ohroženým v momentě, kdy splňuje alespoň jedno z kritérií A–E níže. Následující text je značně zjednodušen, pro úplná kritéria viz dokument Guidelines for Using the IUCN Red List Categories and Criteria (2022), v češtině pak např. článek od Chobota & Plesníka (2017). 
A: Snížení početnosti populace
1. Míra snížení populace v minulosti je ≥90 % za posledních 10 let nebo 3 generace (bere se v potaz delší časové období). Příčiny poklesu jsou snadno vratné A ZÁROVEŇ jsou známy A ZÁROVEŇ již pominuly.
2. Míra snížení populace v minulosti je ≥80 % za posledních 10 let nebo 3 generace (bere se v potaz delší časové období). Příčiny poklesu mohou stále trvat NEBO nejsou známy NEBO nemusí být vratné.
3. Míra předpokládaného snížení populace během následujících 10 let nebo 3 generací (maximálně 100 let) je ≥80 %.
4. Míra předpokládaného snížení populace během následujících 10 let nebo 3 generací (maximálně 100 let) je ≥80 %, přičemž časové rozmezí zahrnuje i údaje z minulosti. Příčiny poklesu mohou stále trvat NEBO nejsou známy NEBO nemusí být vratné.

B: Snížení geografického rozšíření (splněno kritérium B1 a/nebo B2)
1. Snížení rozsahu areálu rozšíření nastalo na ploše <100 km2.
2. Plocha výskytu <10 km2.

- ZÁROVEŇ jsou splněna nejméně 2 z následujících 3 kritérií:

- a) značně roztříštěný výskyt nebo výskyt na jediné lokaci;
- b) pokračující pokles i) rozsahu areálu, ii) plochy výskytu, iii) rozlohy nebo kvality stanoviště, iv) počtu lokací subpopulací, v) počtu dospělých jedinců;
- c) extrémní výkyvy i) rozsahu areálu, ii) plochy výskytu, iii) počtu lokalit nebo subpopulací, iv) počtu dospělých jedinců.

C: Velikost populace je ≤250 dospělců a buď/nebo:
1. Odhadovaný pokles v následujících 3 letech nebo během jedné generace je nejméně 25 %.
2. Probíhá pokračující pokles A ZÁROVEŇ je splněno jedno z následujících kritérií: 
  - a) Populační struktura:
    - i) každá ze subpopulací má ≤ 50 jedinců NEBO
    - ii) jediná subpopulace zahrnuje více než 90 % dospělců.

  - b) Probíhají extrémní výkyvy početnosti dospělců.

D: Početnosti populace je ≤50 dospělců.
E: Pravděpodobnost vyhynutí
1. Pravděpodobnost vyhynutí ve volné přírodě je ≥50 % v následujících 10 letech nebo 3 generacích.

V seznamu ohrožených druhů lze najít tato kritéria psaná ve zkratkách, kdy je nejdříve zkratkou vypsán stupeň ohrožení, načež následuje zkratkovitý zápis kritéria (např. CR C1 = kriticky ohrožený druh pod kritériem C1, čili odhadovaný pokles v následujících 3 letech nebo během jedné generace je nejméně 25 %.). V případě, že taxon vyhovuje několika kritériím, je u zkratek kritérií použito znaménko +; např. CR B1ab(i)c(ii,v)+2ab(i)c(ii,v).

## Příklady kriticky ohrožených taxonů

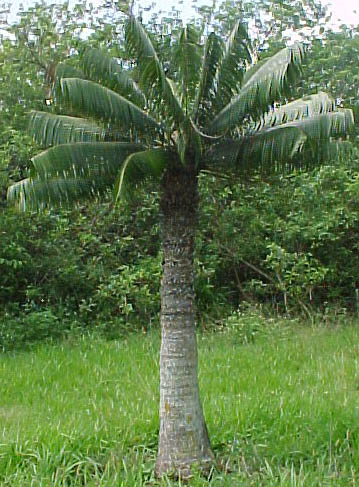
Mikrocykas krásný
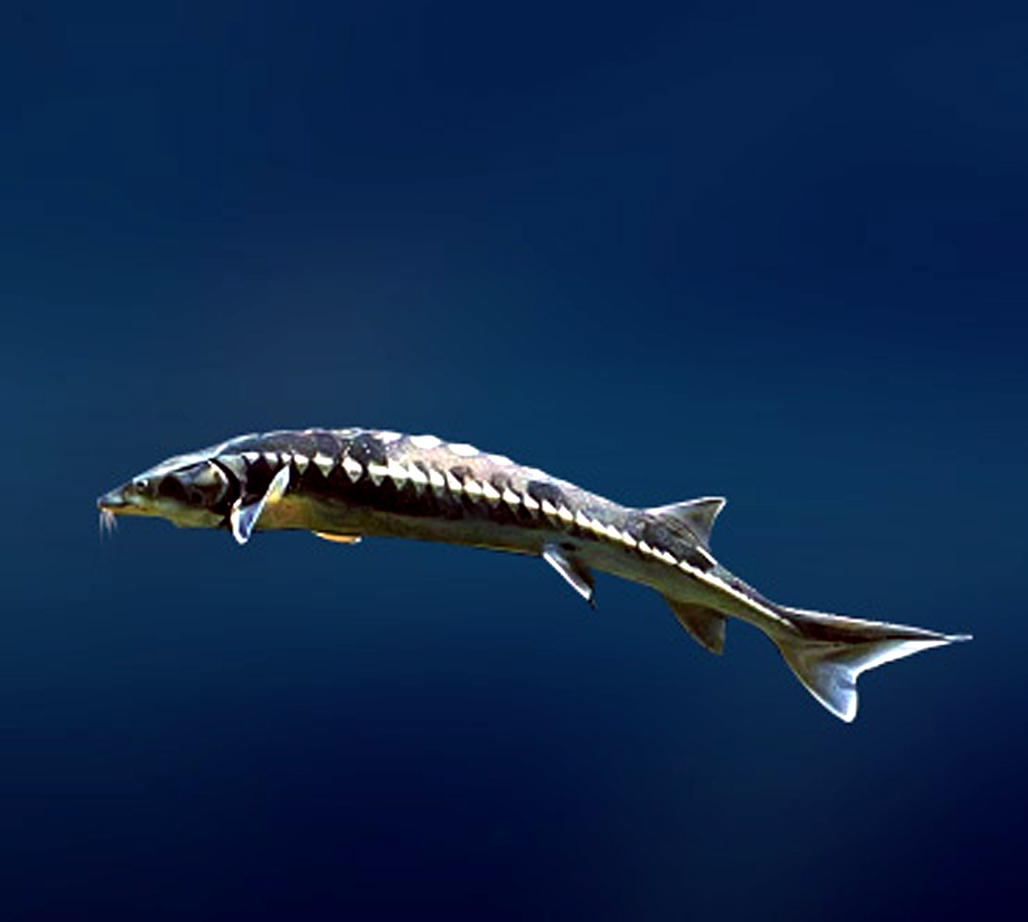
Jeseter hladký
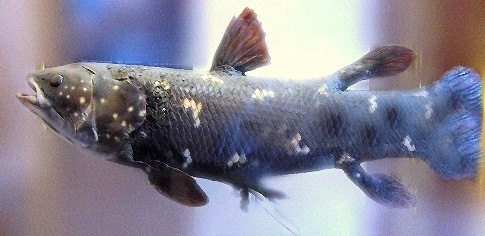
Latimérie podivná
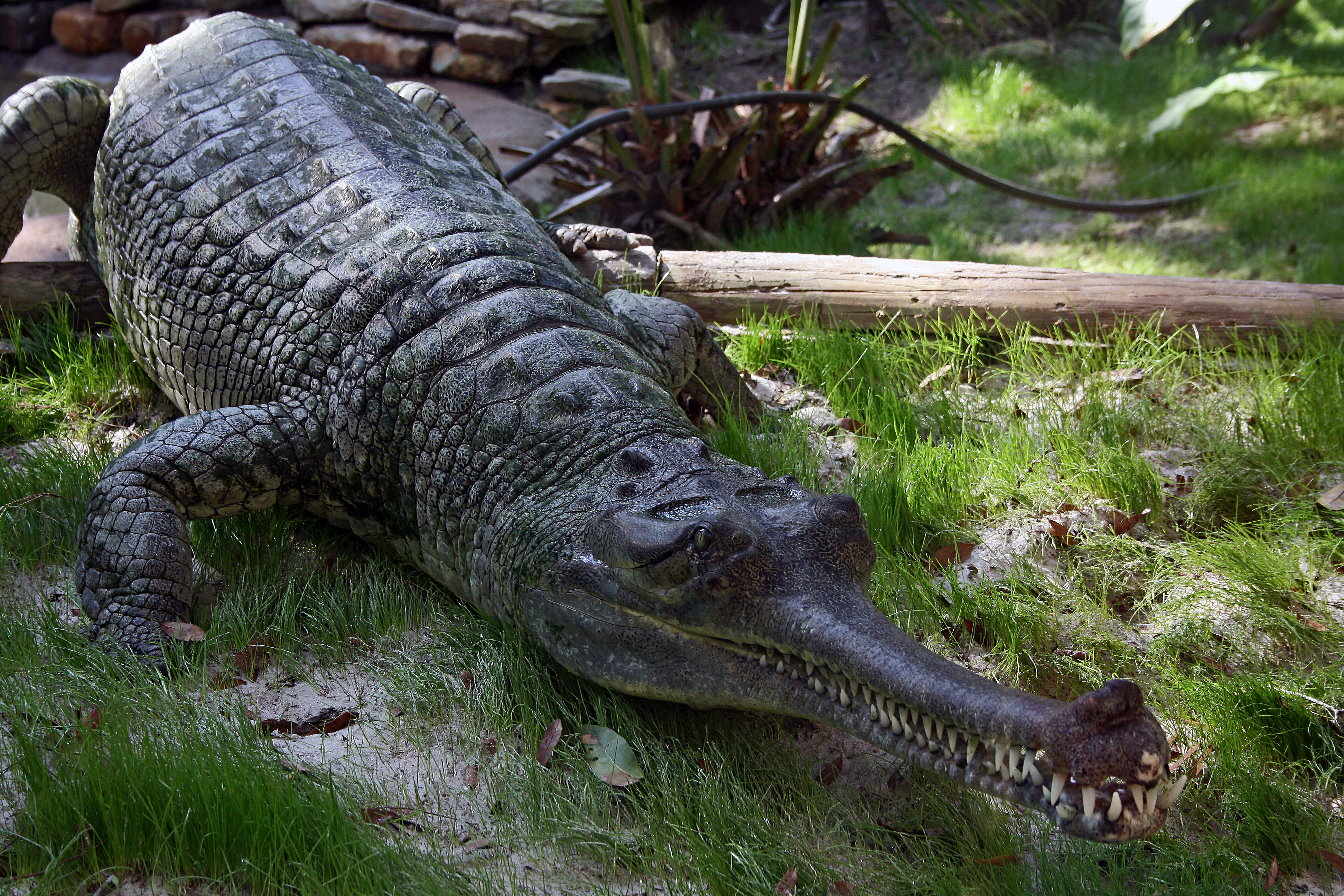
Gaviál indický
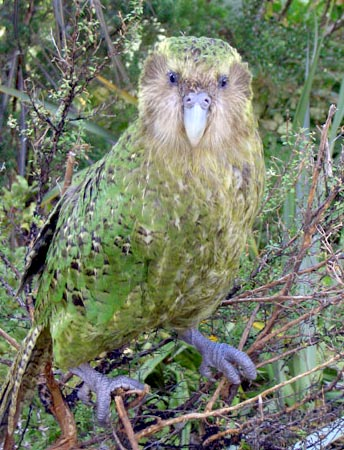
Kakapo soví
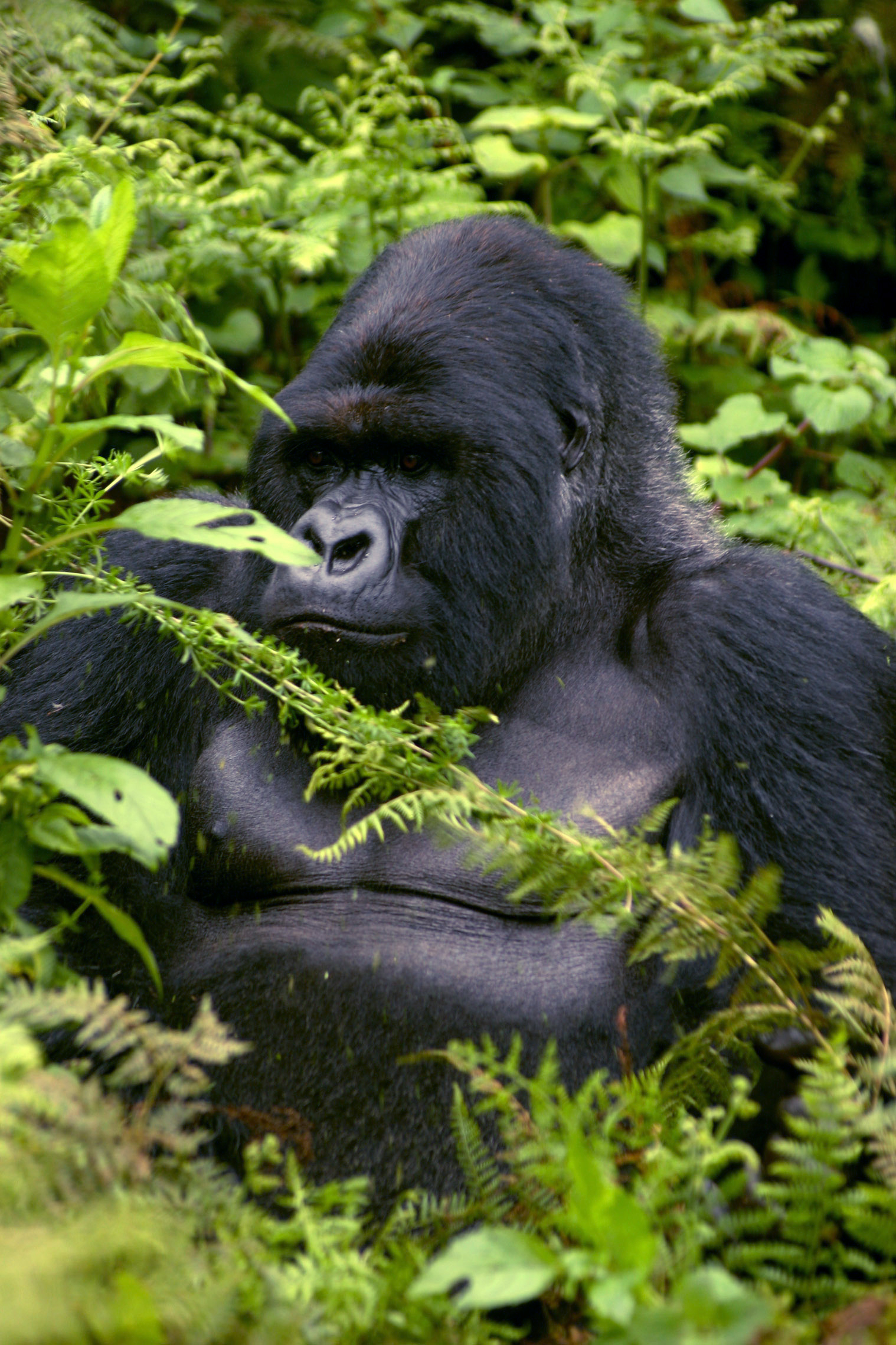
Gorila východní
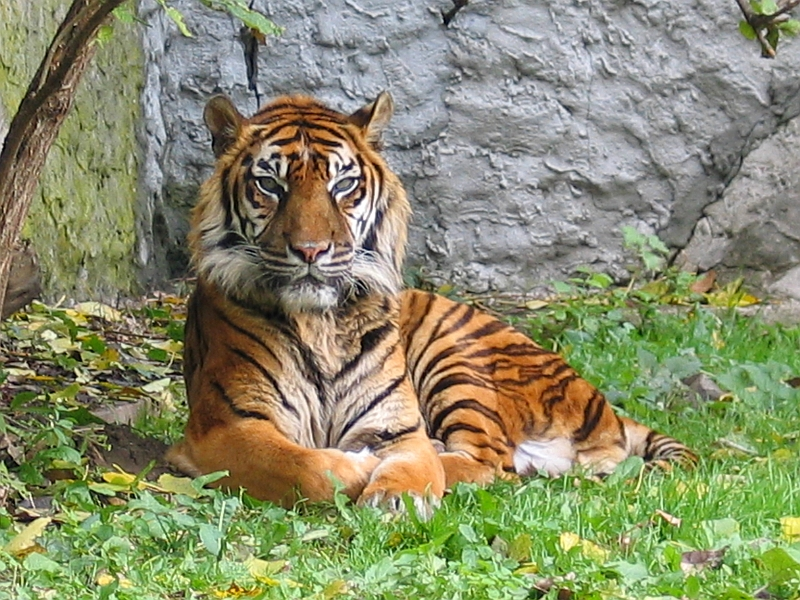
Tygr sumaterský
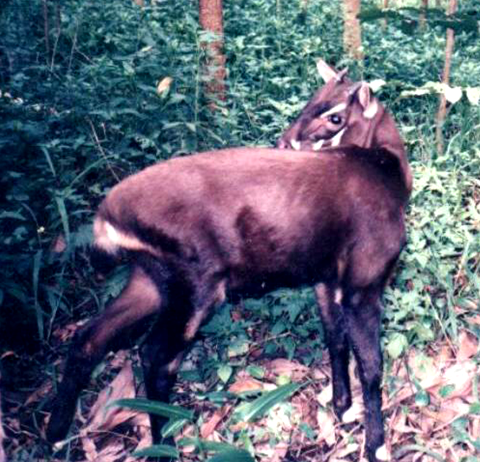
Saola
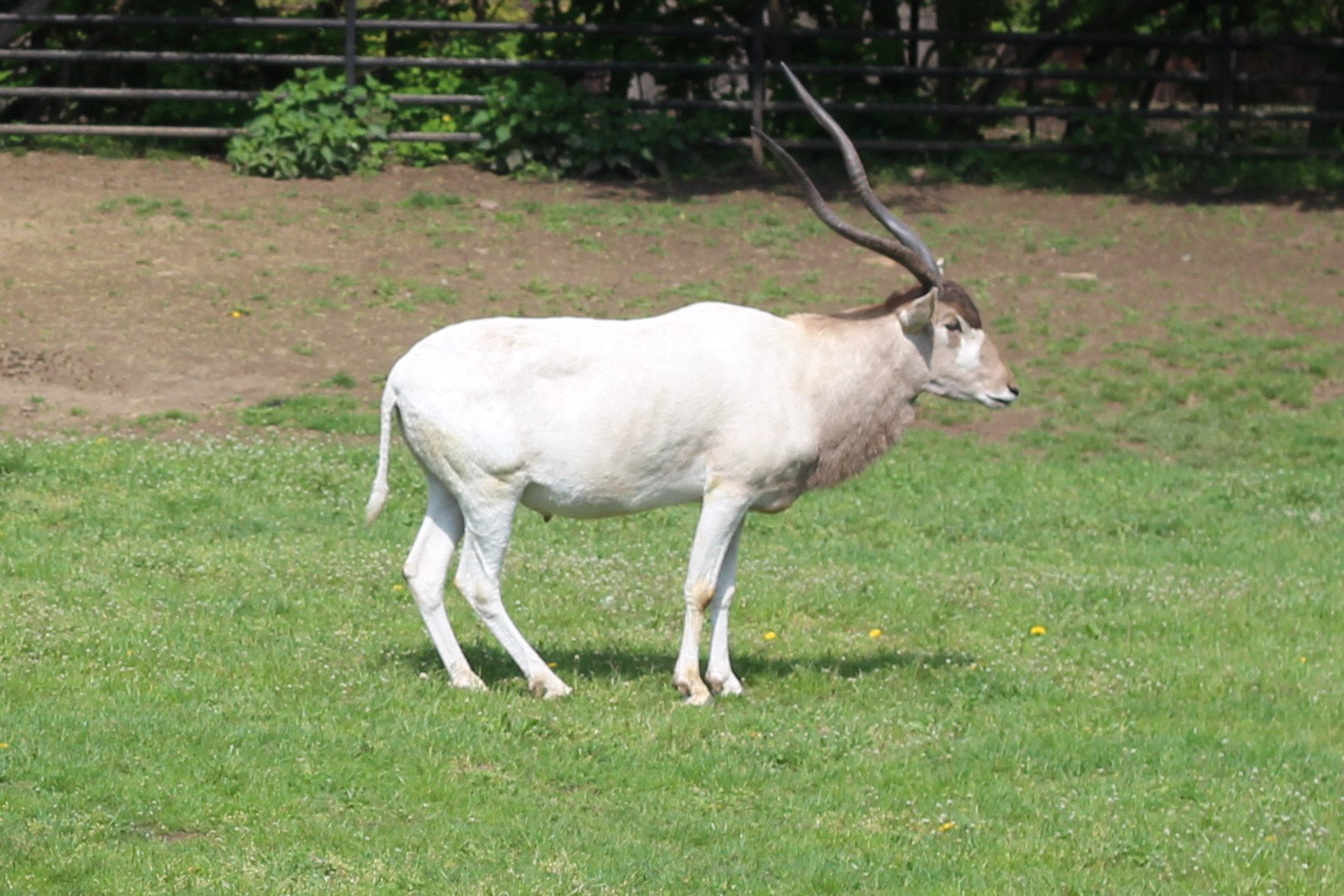
Adax núbijský
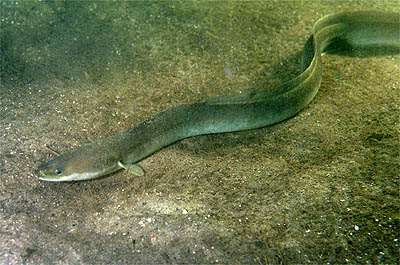
Úhoř říční
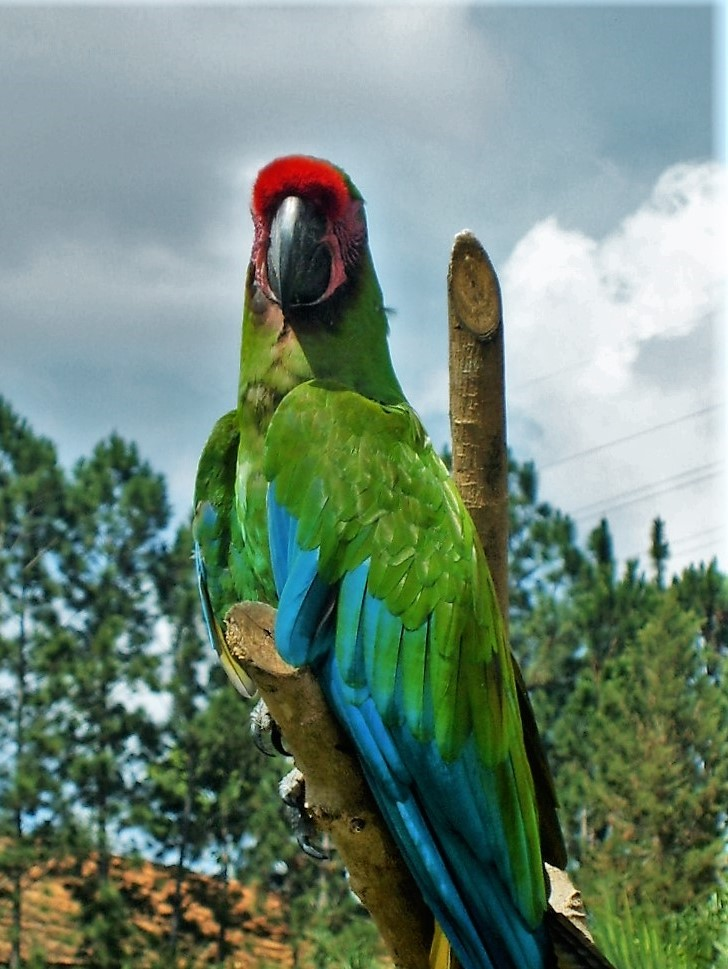
Ara zelený
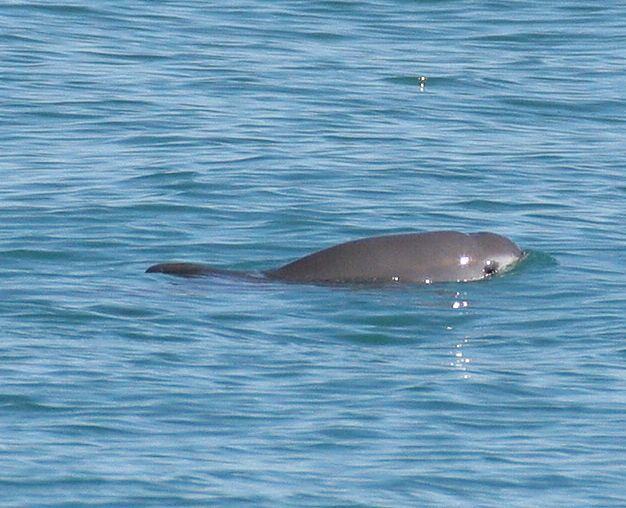
Sviňucha kalifornská
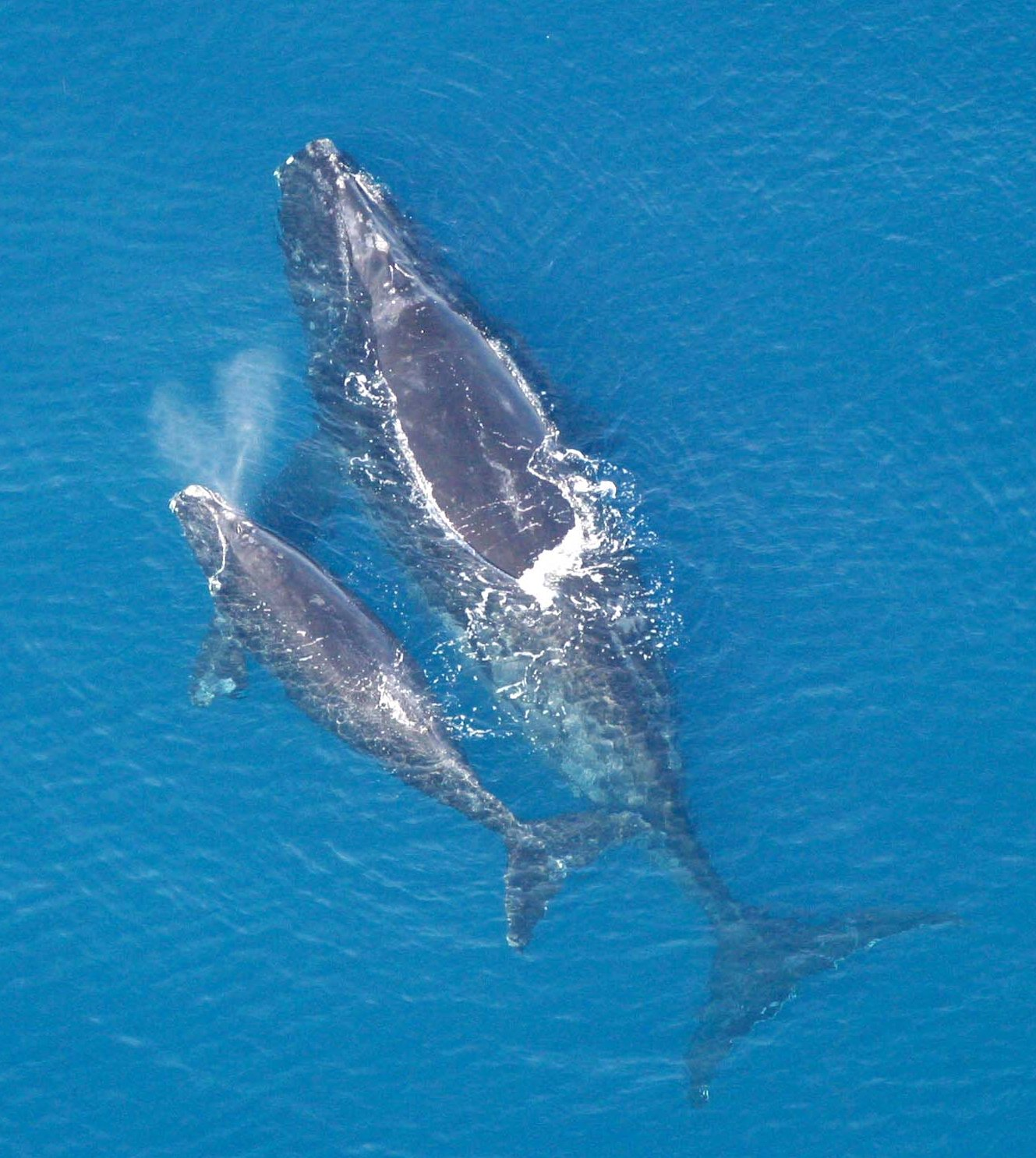
Velryba černá
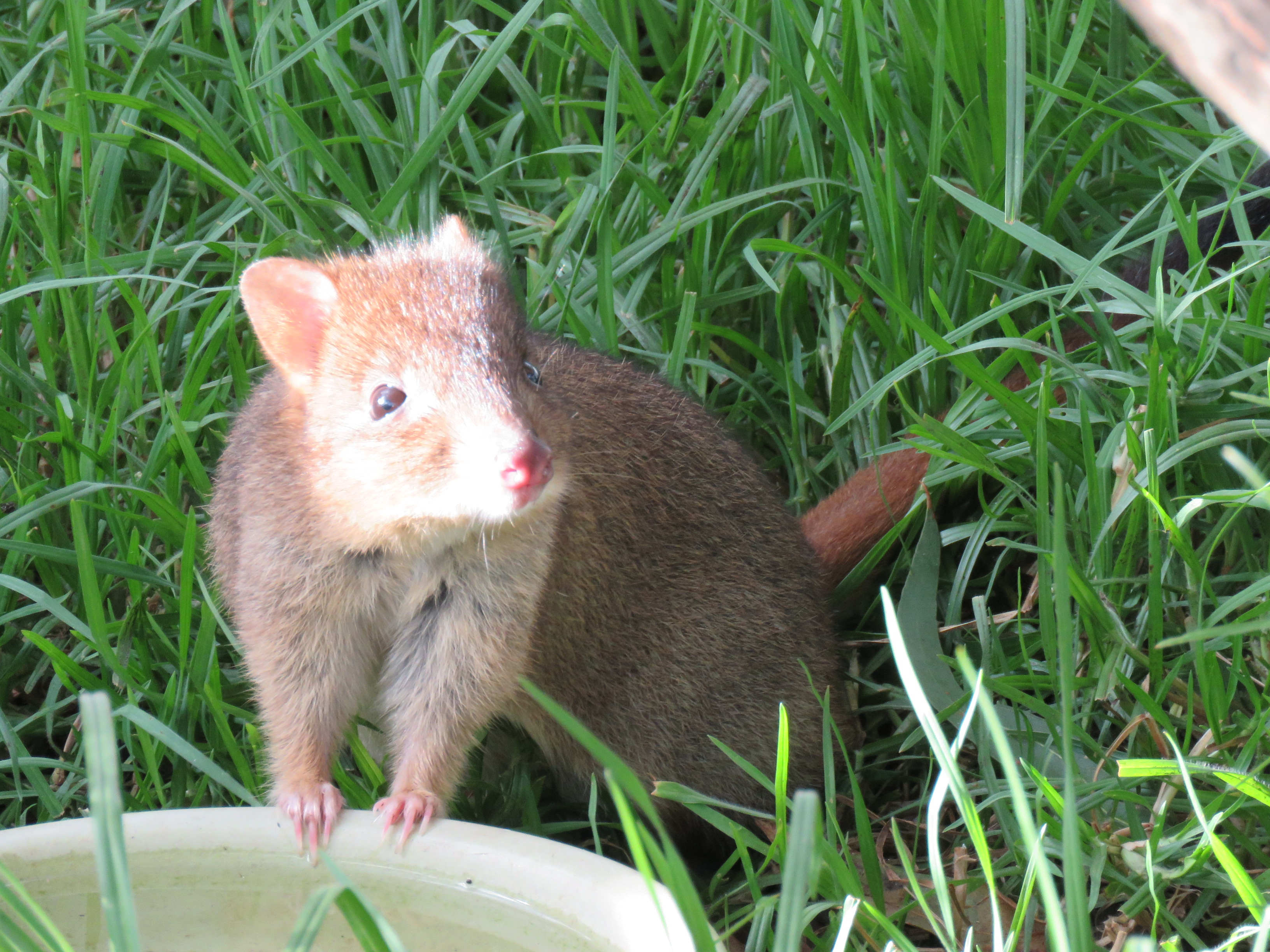
klokánek králíkovitý
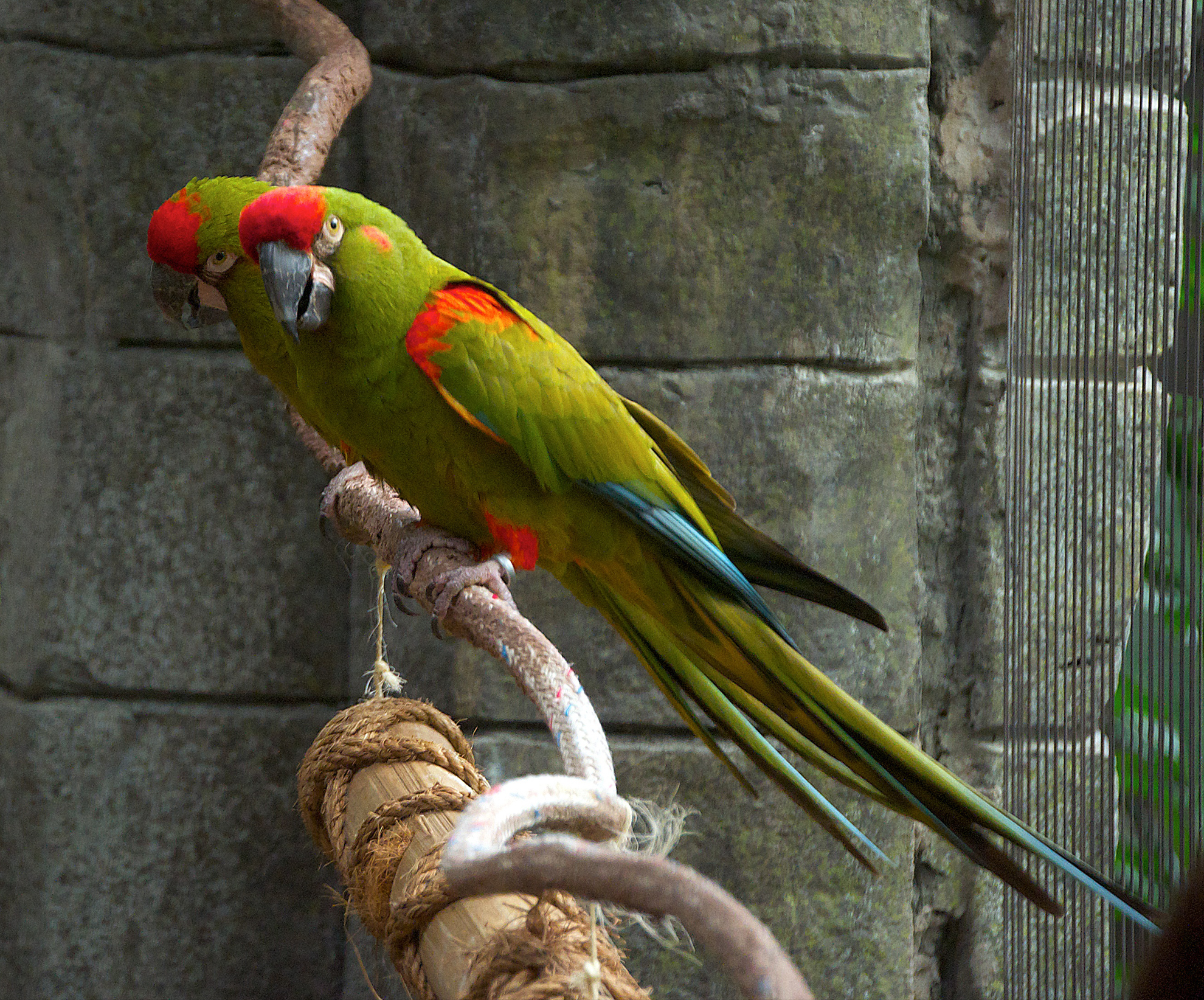
Ara červenouchý
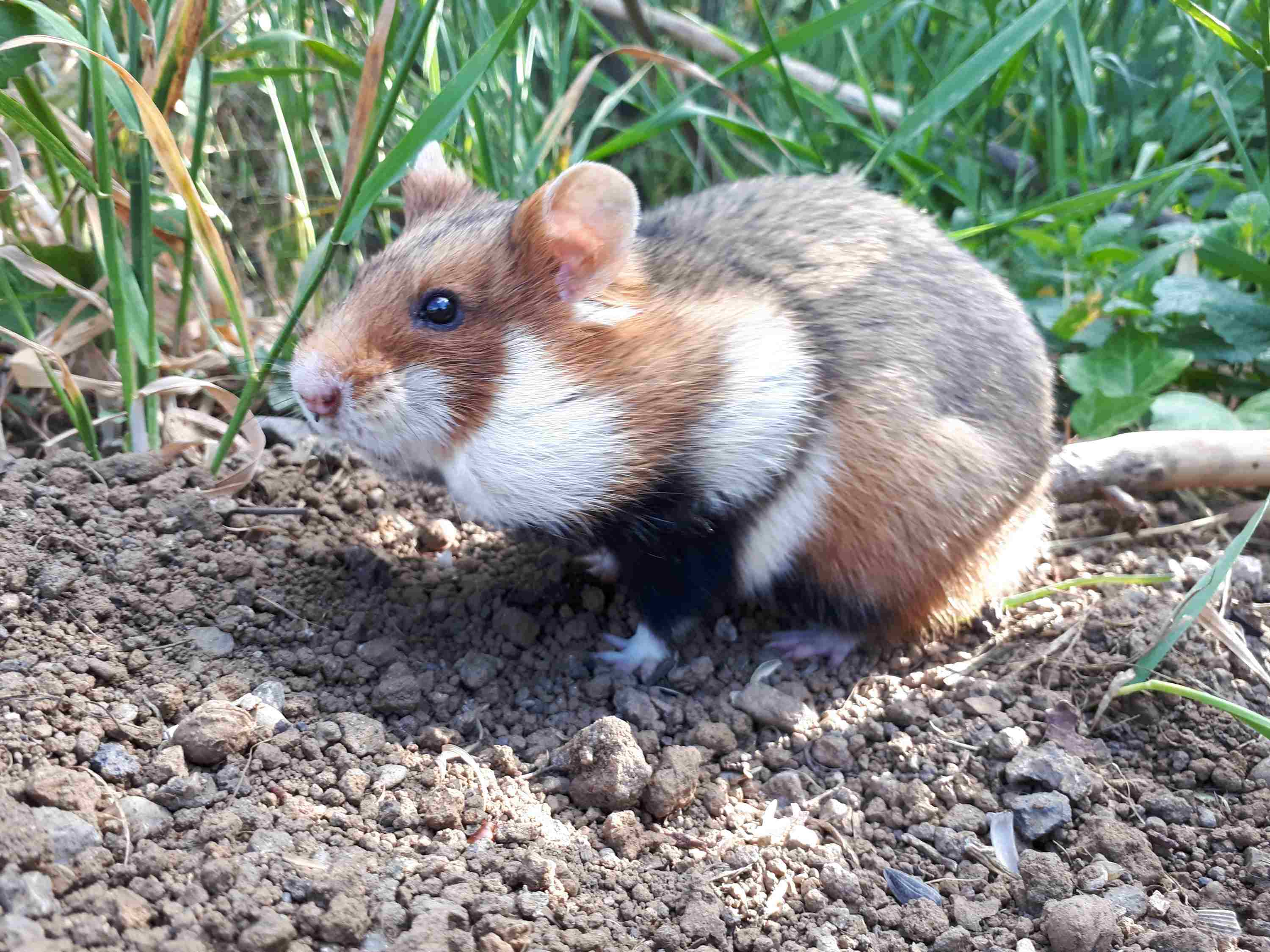
Křeček polní
Baiji
Vyza velká
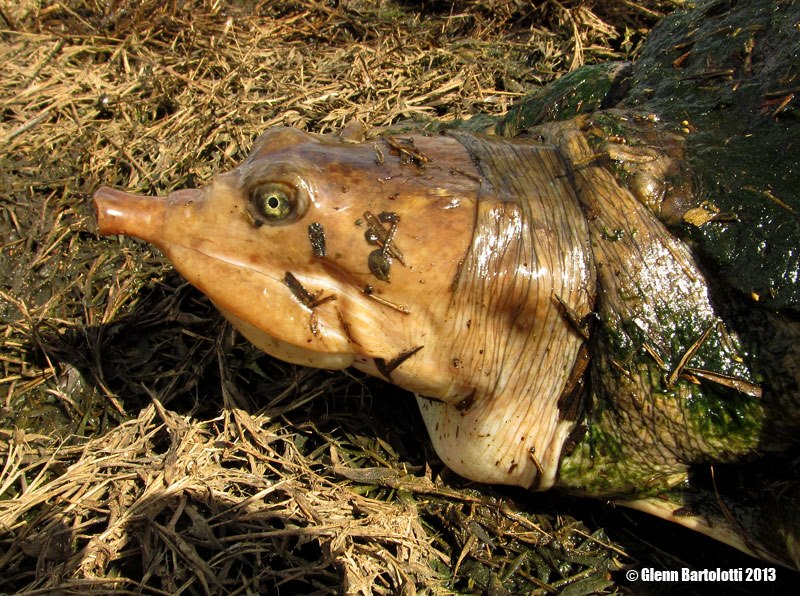
Kožnatka swinhoeova
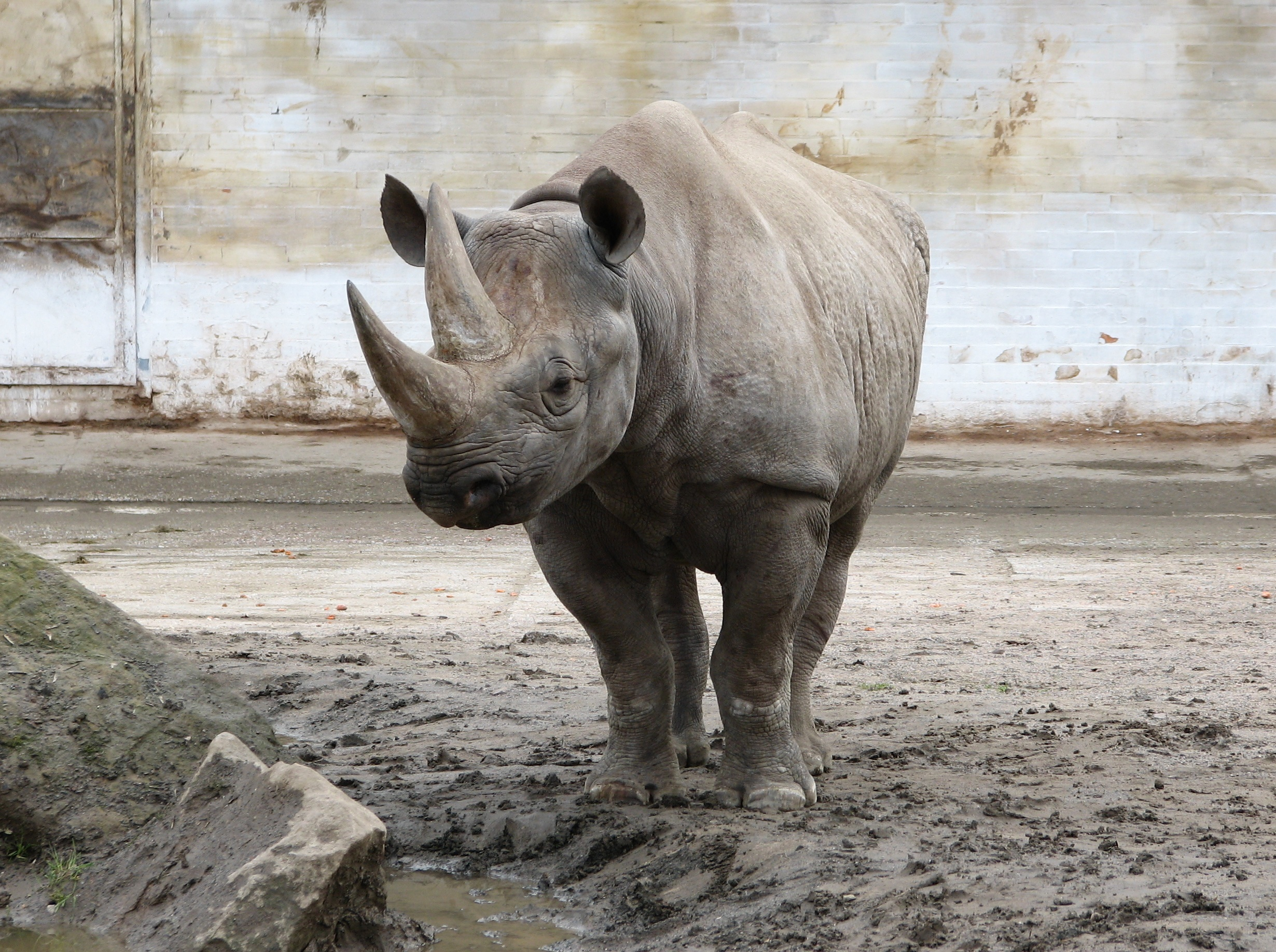
Nosorožec dvourohý
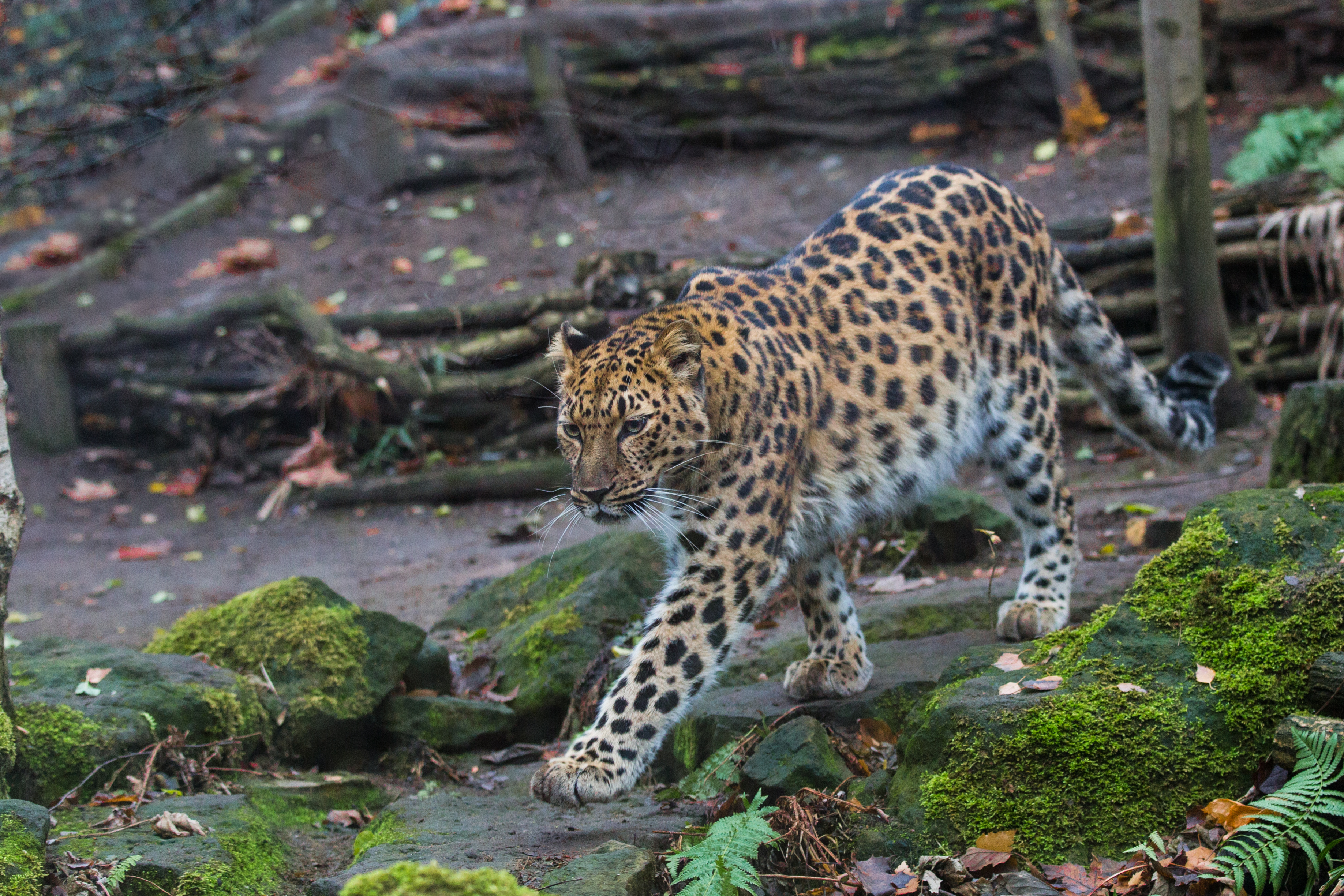
Levhart mandžuský
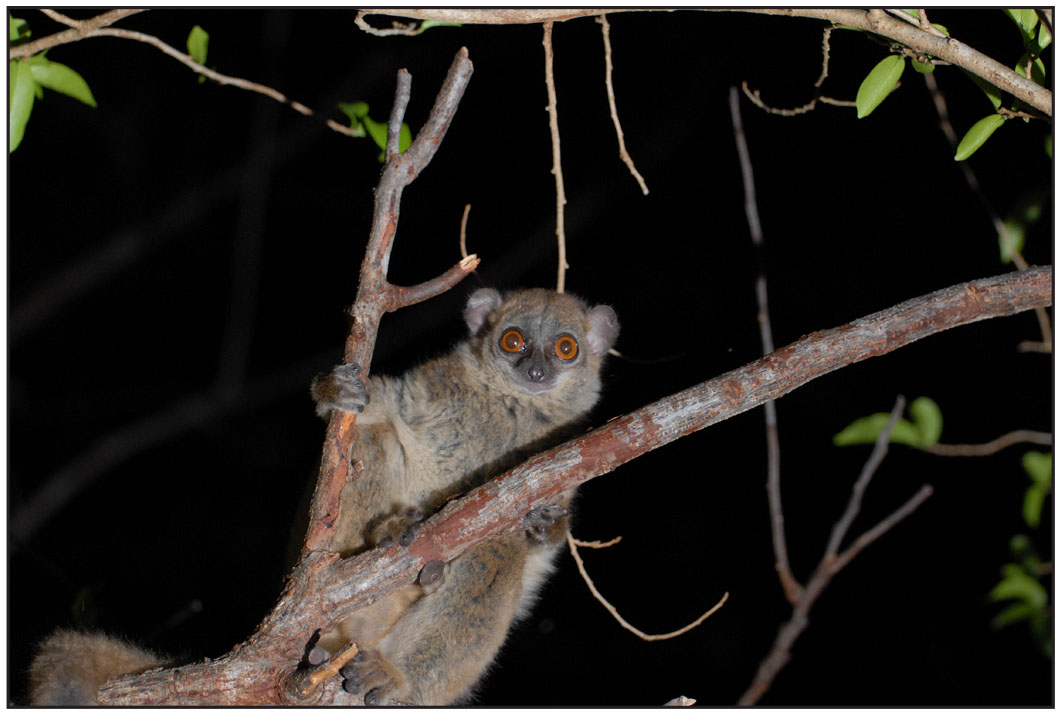
Lemur severní
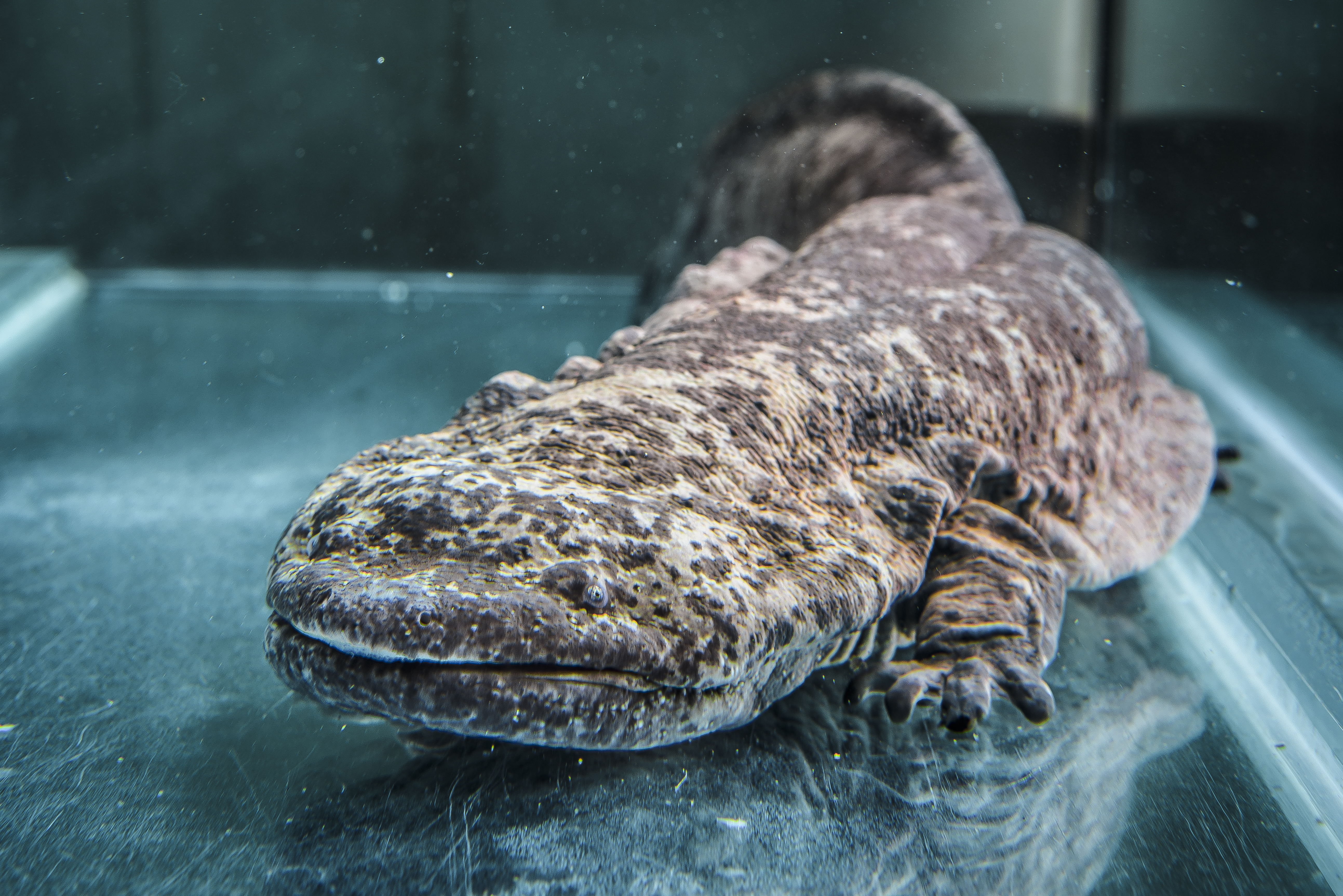
Velemlok čínský
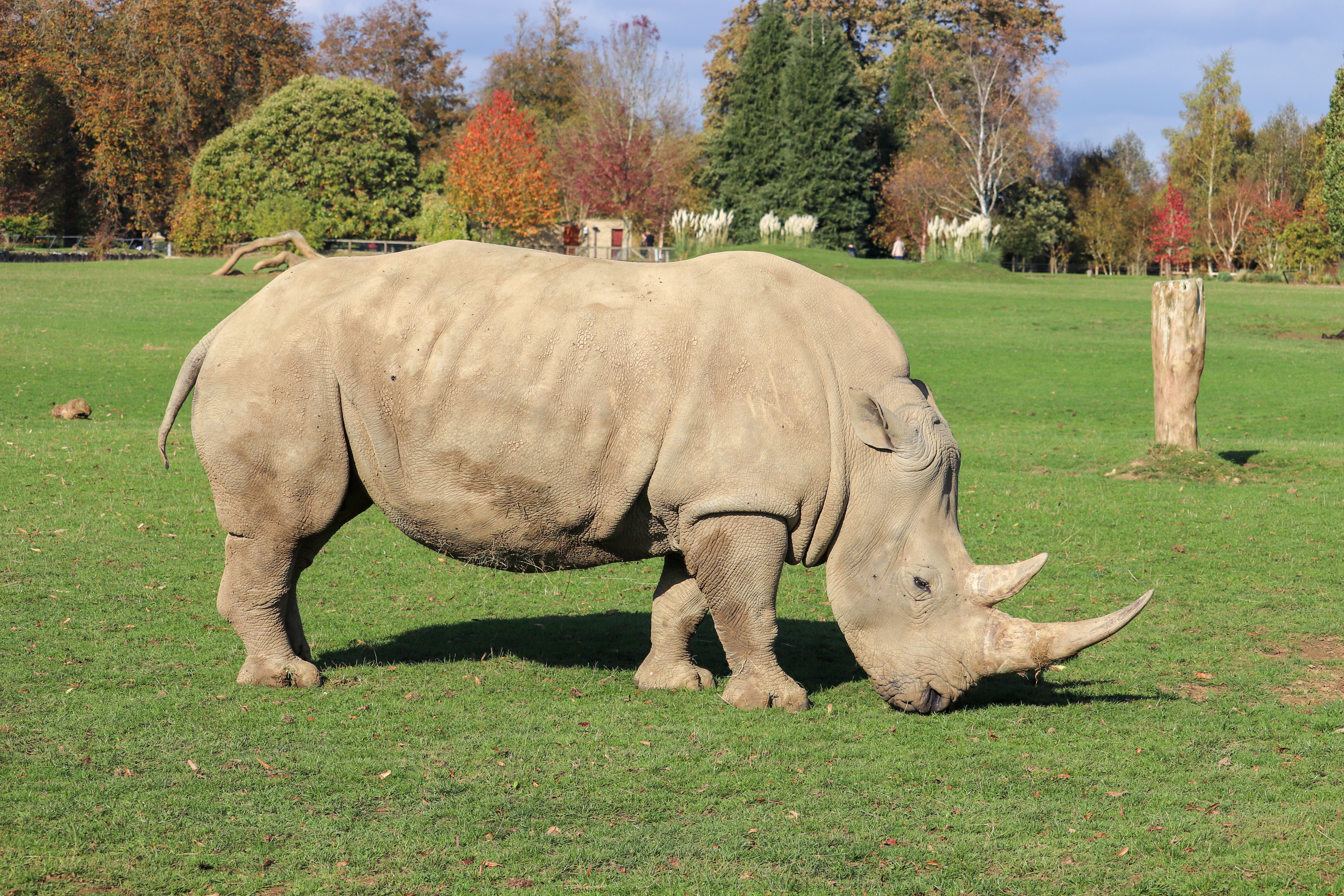
Nosorožec tuponosý severní
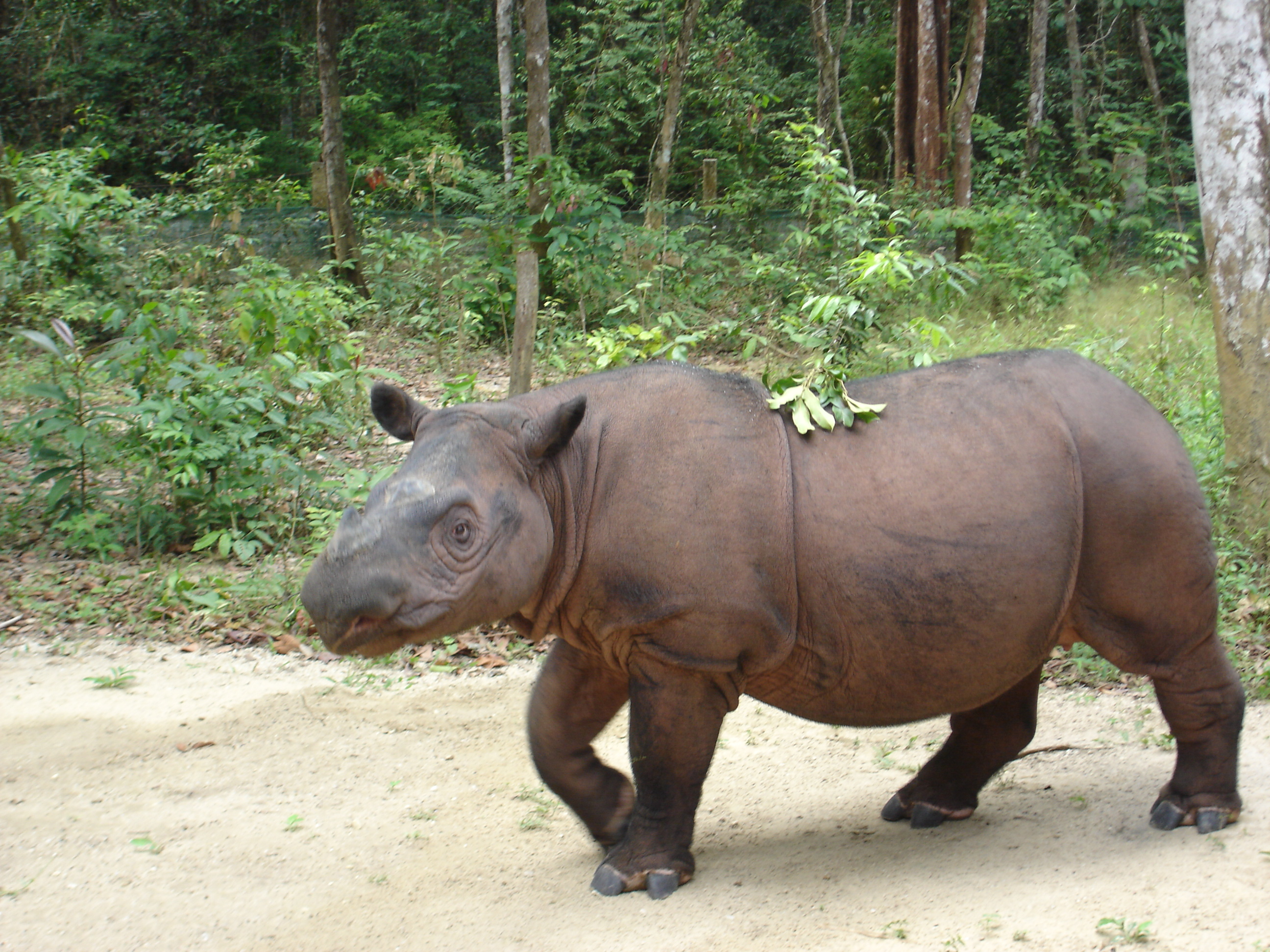
Nosorožec sumaterský
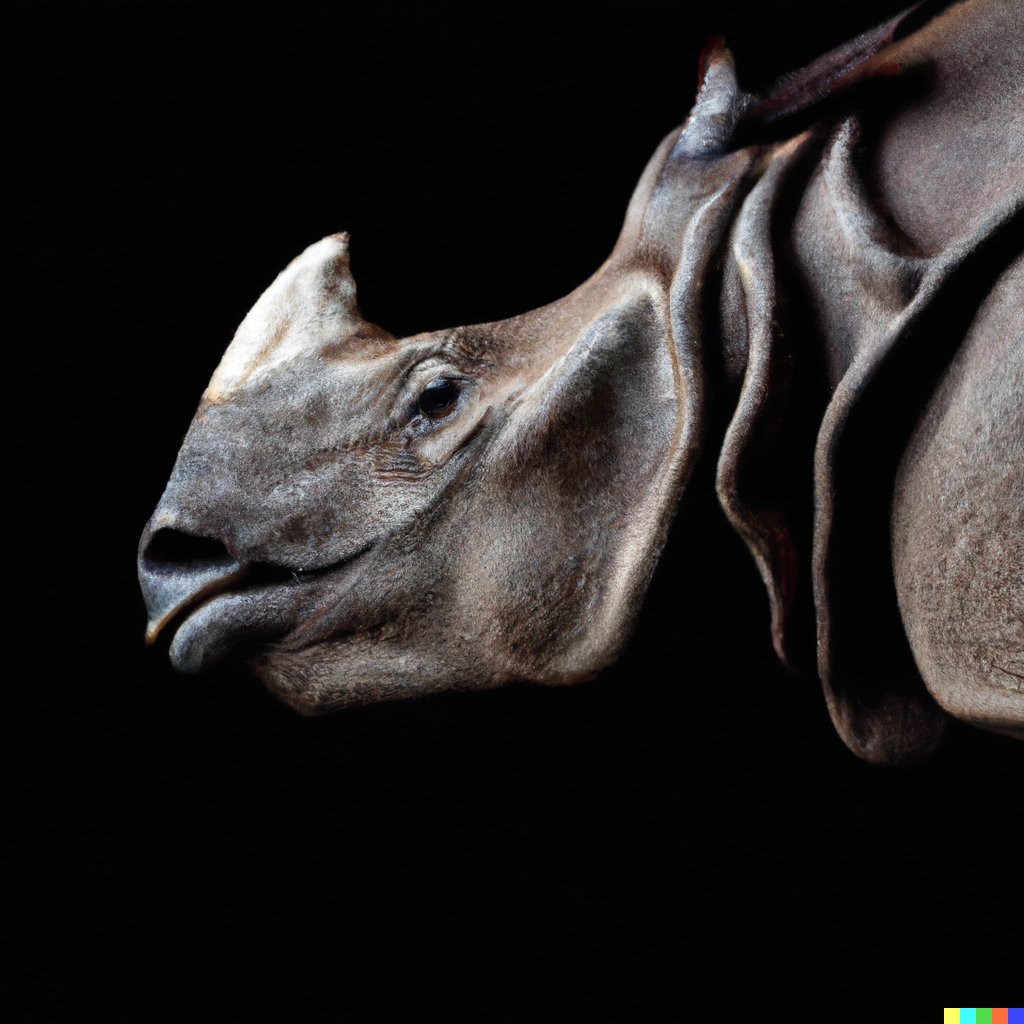
Nosorožec jávský
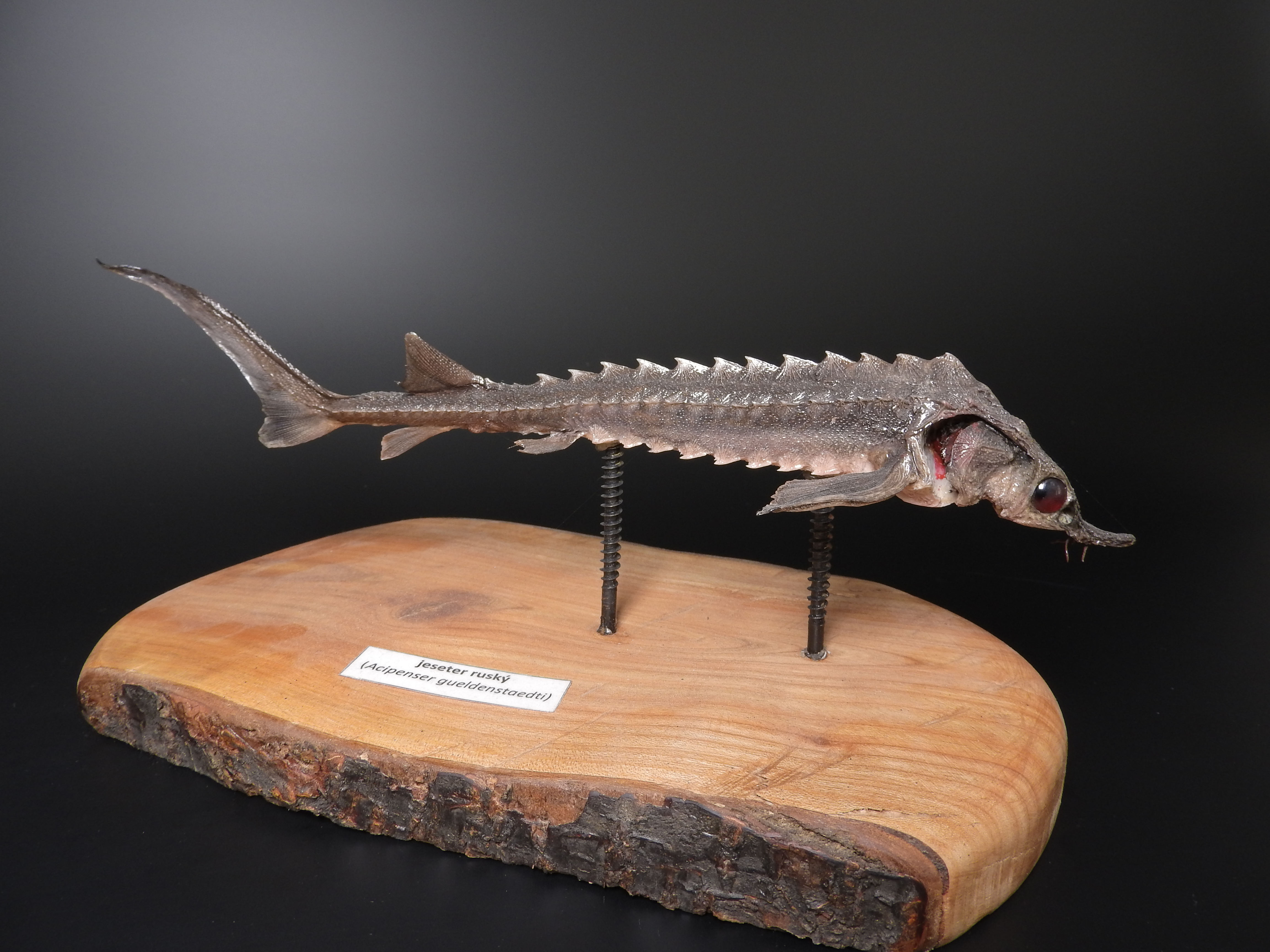
Jeseter ruský
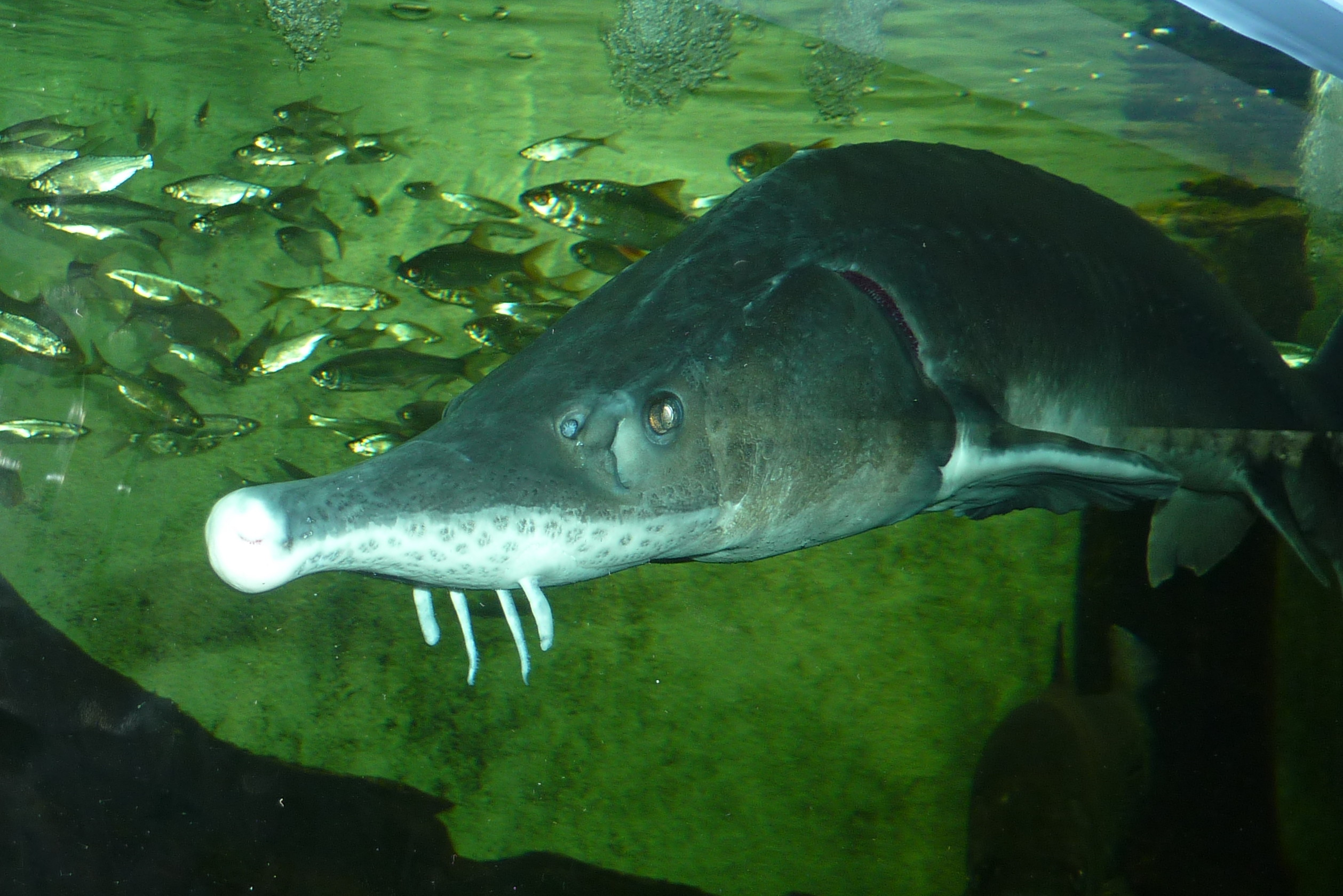
Jeseter sibiřský
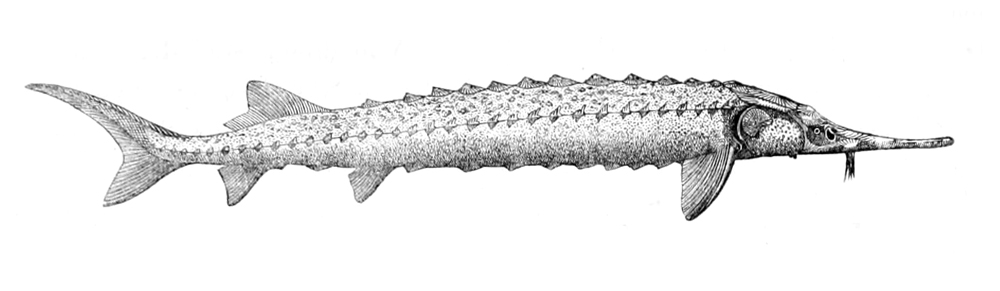
Jeseter hvězdnatý
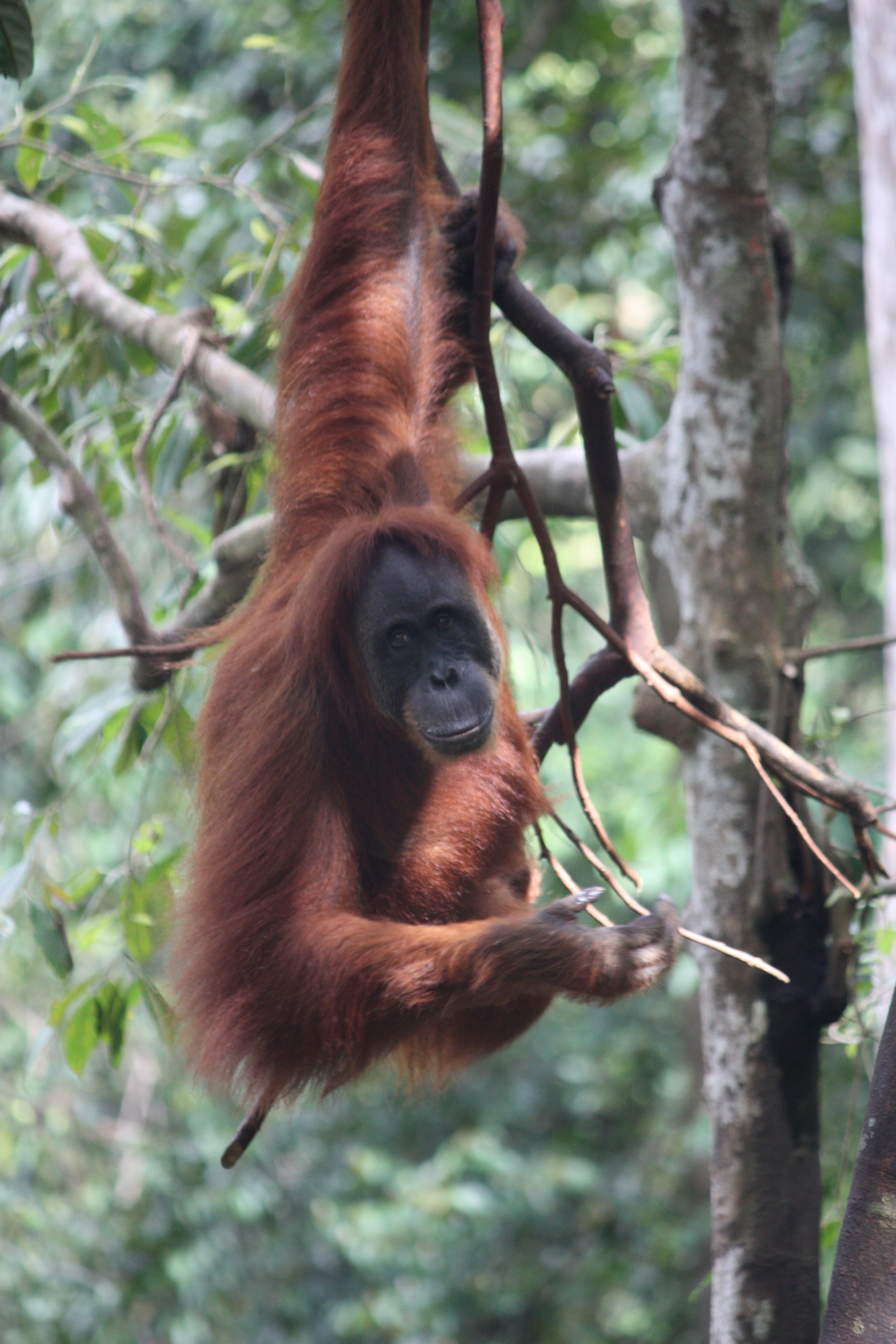
Orangutan sumaterský
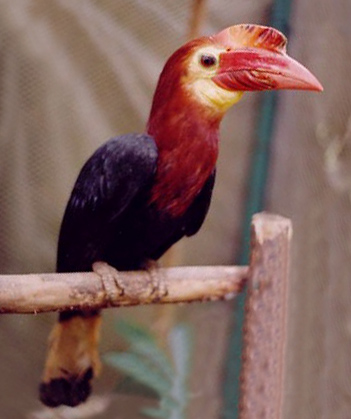
Zoborožec žlutobradý
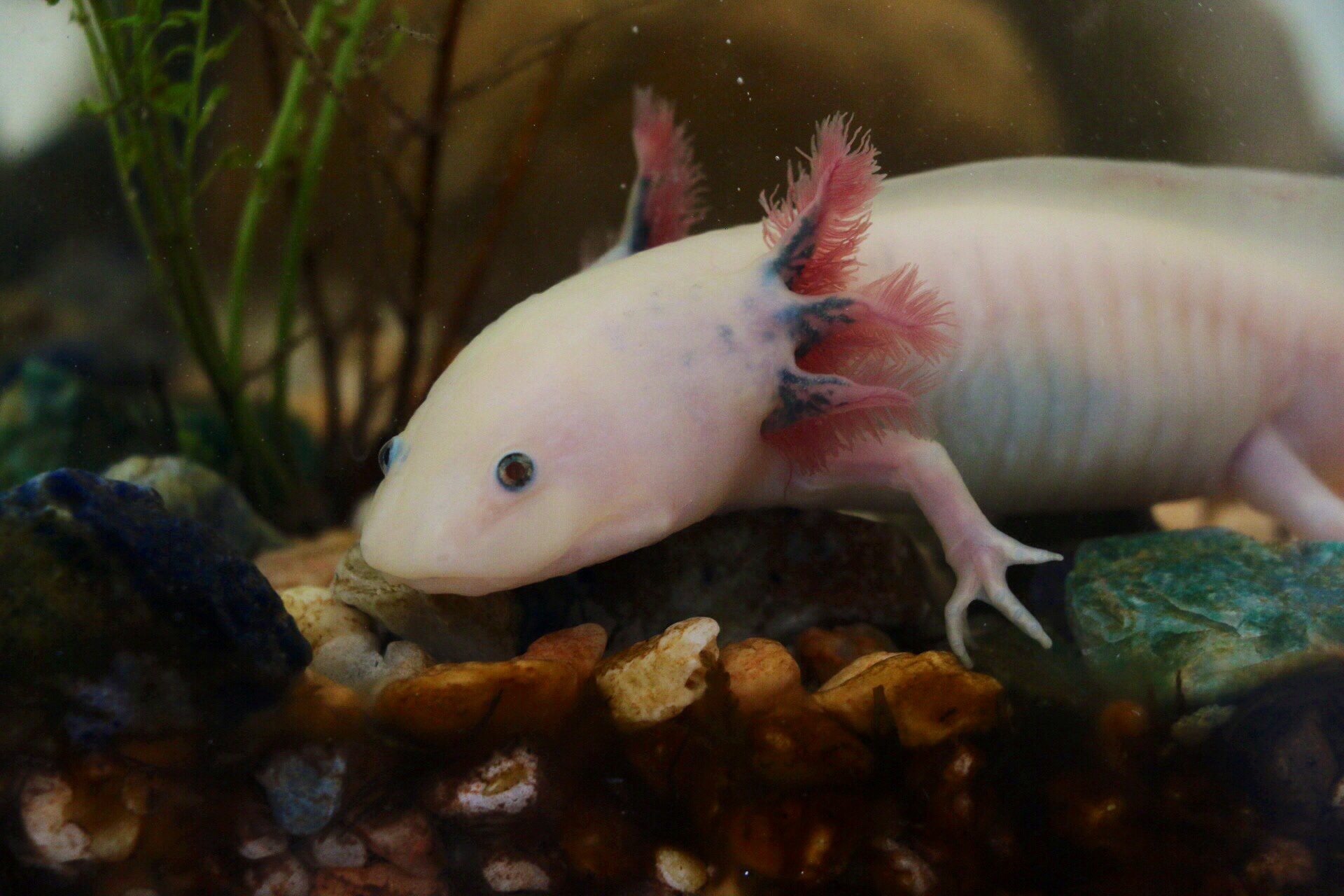
Axolotl mexický